# Montegrotto Terme
Montegrotto Terme är en ort och kommun i provinsen Padova i regionen Veneto i Italien. Kommunen hade 11 573 invånare (2018).